# Franz Dürnhardt
Franz Dürnhardt war während des bayerischen Volksaufstandes 1705 Bürgermeister von Braunau am Inn.
Im Dezember 1705 traf sich in Braunau der Landesdefensionskongress, der auch als Braunauer Parlament bezeichnet worden ist. Während dieser Zeit war Franz Dürnhardt Bürgermeister der Stadt Braunau. 
Christian Probst berichtet, dass Bürgermeister Franz Dürnhardt am 19. November 1705 in Haselbach die Ziele des Aufstandes erklärt wurden: Die ledigen Burschen wollten nicht mehr zum Kriegsdienst eingezogen werden; die haushabige Bevölkerung wolle für ein Jahr von allen Steuern befreit sein, damit sie sich von den Lasten der letzten Jahre erholen könne; die kaiserlichen Besatzungstruppen sollten das Land verlassen, und die Bevölkerung solle das Recht haben, sollte sich eine fremde Truppe dem Land wieder nähern, sich mit Waffengewalt zu verteidigen; man wolle mit den anderen Rentämtern zur Absprache eines gemeinsamen Vorgehens ungehindert Verbindung aufnehmen; diese Punkte sollten der kaiserlichen Administration unter Graf Löwenstein zur Entscheidung vorgelegt werden.
Bei der Belagerung Braunaus durch die aufständischen Bauern beschwor Bürgermeister Dürnhardt den Stadtkommandant Georg Ignaz Graf von Tattenbach um Gottes Willen zu kapitulieren, wenn er und die kaiserliche Garnison am Leben bleiben wollten; er könne die rasende Braunauer Bürgerschaft nicht mehr bändigen. Graf von Tattenbach willigte ein und schickte einen Tambour vor die Stadt und ließ Chamade schlagen, das Trommelsignal, das dem Gegner die Kapitulation ankündigt. Dann ließ er die Belagerer bitten, das Wasser wieder in die Stadt Braunau zu lassen, damit man löschen könne. 
Freiherr Wolf Heinrich von Gemmel erließ am 29. November 1705 im Auftrag der Administration und der Landschaft von Ober- und Niederbayern ein Abmahnungspatent vom Aufstand abzulassen. Er versprach darin, dass die Kriegssteuern und Winterquartiere herabgesetzt und die Rekrutenaushebung verringert, wenn nicht gar eingestellt würden, vorausgesetzt, die Revoltanten legten das Gewehr nieder. Am 30. November 1705 schickte Gemmel vier gefangene Bauern mit dem Patent nach Braunau mit dem Auftrag, eine Antwort der dortigen Anführer zurückzubringen. Noch am selben Tag kamen die Vier zurück und brachten zwei Briefe mit. Die kommandierenden Offiziere in Braunau schrieben an Gemmel, man habe die Bauernschaft nur zum Teil versammeln und ihr Patent vorlesen können; man wolle aber alle befragen und bis in zwei Tagen eine eindeutige Erklärung schicken. Bürgermeister Franz Dürnhardt schrieb, dass er schon einmal einen Vermittlungsversuch unternommen habe, der von den Bauern und einem Teil der Bürger übel aufgenommen worden sei; er hoffe aber, dass die Aufständischen einlenken würden, wenn, wie gemeldet worden sei, aus Salzburg und Böhmen Truppen einrückten.
Als am 9. Januar 1706 in Braunau die Nachricht von der Vernichtung des Hoffmannschen  Korps bei Aidenbach eintraf, bemächtigte sich des Landesdefensionskongresses eine tiefe Entmutigung. Doch bereits am folgenden Tag ordnete der Kongress die Durchführung seiner Beschlüsse der letzten Tage an, insbesondere die Durchführung des Generalaufgebotes und die Aufstellung des Dragonerregiments. Unterwerfen wollte man sich nicht. Auf der anderen Seite verlangten jetzt vor allem die Abgeordneten der Städte und Märkte immer nachdrücklicher, dass man Friedensverhandlungen einleiten sollte, worauf der Kongress beschloss, eine Deputation an den Fürsterzbischof von Salzburg Johann Ernst Graf von Thun zu schicken und durch Graf Tattenbach mit Freiherrn Georg Friedrich von Kriechbaum Kontakt aufzunehmen. 
Am 11. Januar 1706 reiste die Deputation nach Salzburg. Ihr gehörte neben Bürgermeister Dürnhardt die Freiherrn Franz von Paumgarten und Franz Bernhard von Prielmayr, Bürgermeister Georg Ludwig Harter von Burghausen und der Bauer Franz Nagelstätter an.
Erzbischof Graf von Thun hat sich nach Niederschlagung des Volksaufstandes am Kaiserhof erfolgreich für Bürgermeister Dürnhardt und den Braunauer Kupferschmied Andreas Thanner eingesetzt.